# عازف

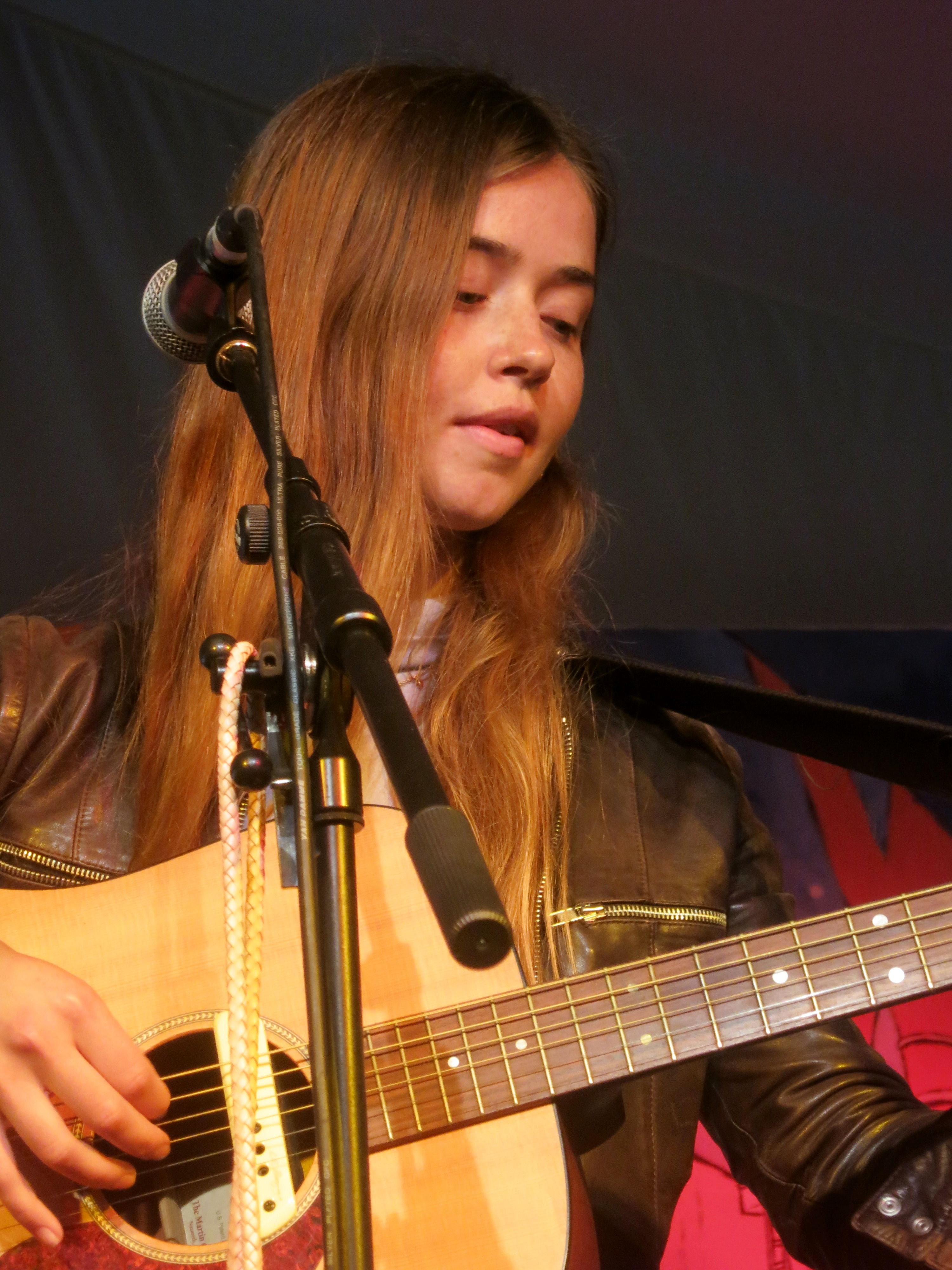
صورة لعازفة على الغيتار

العازف هو الشخص الذي يعزف على آلة موسيقية سواء كان بشكل فردي (عزف منفرد) أو ضمن مجموعة موسيقيين (تخت). من هنا هناك عازف العود وعازف الكمان وعازف القانون وعازف الناي وعازف الرق وعازف الطبلة،... إلخ. والعزف في المعنى المتعارف عليه هو الضرب أو كما يقال الدق على ألة موسيقية، وفي السياق نفسه اللعب هو نفسه العزف فيقال يلعب على العود أي يدق أو يعزف على العود.